# NIO ET5
NIO ET5 – elektryczny samochód osobowy klasy średniej produkowany pod chińską marką NIO od 2022 roku.

## Historia i opis modelu

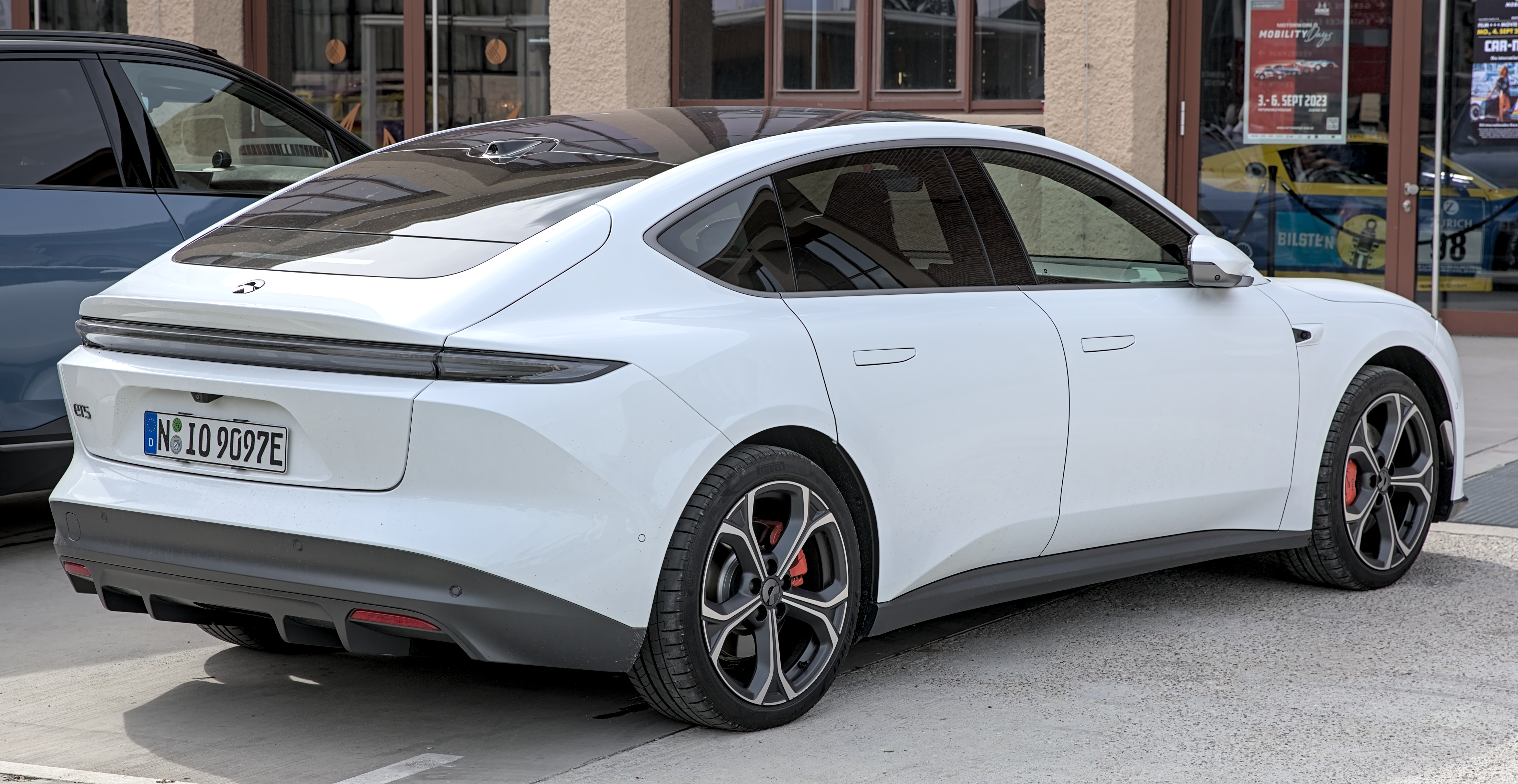
NIO ET5 – tył

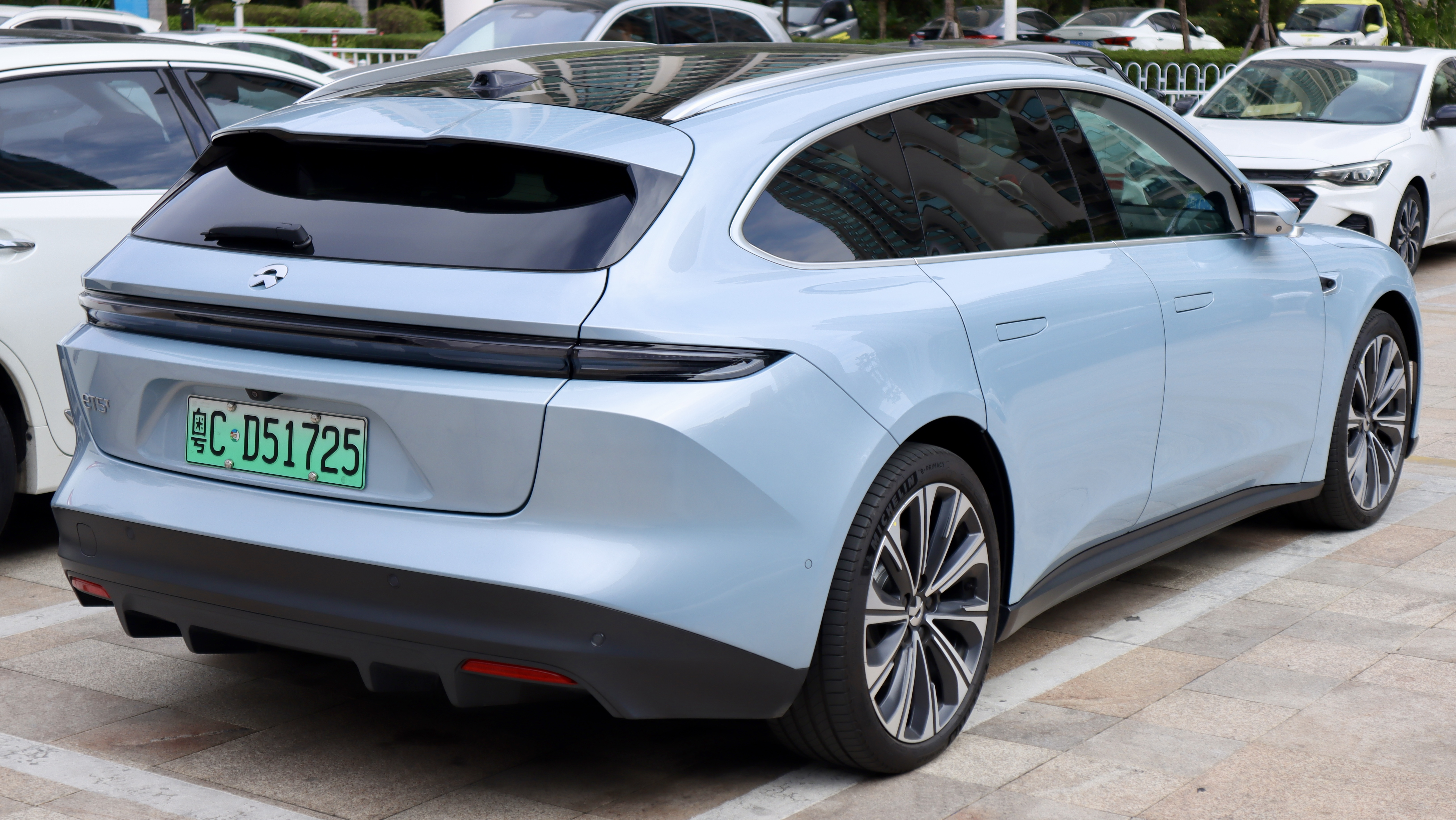
NIO ET5 Touring

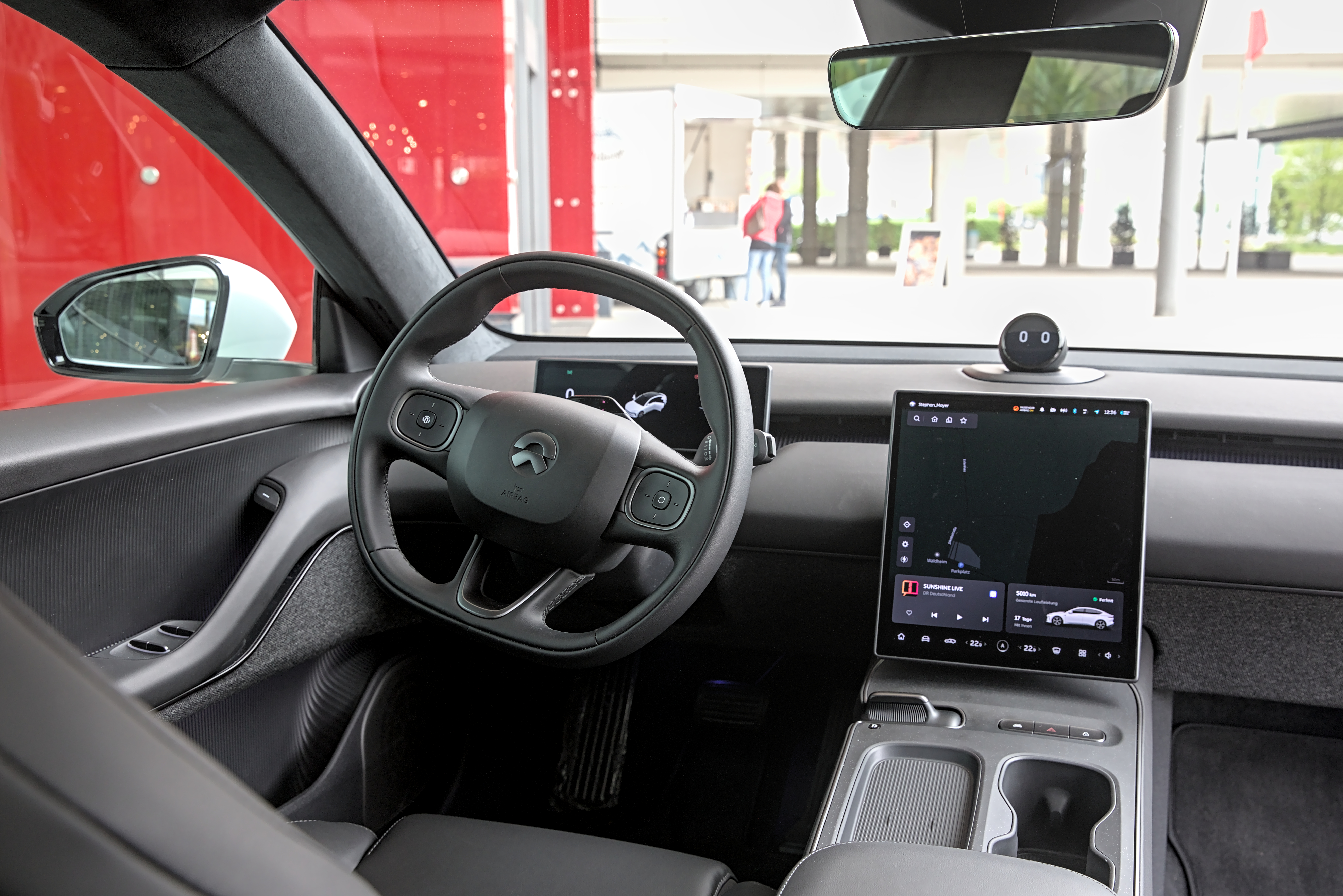
NIO ET5 – wnętrze

W grudniu 2021 chińska firma NIO dotychczas specjalizująca się wyłącznie w SUV-ach podtrzymała rozpoczętą w tym roku ofensywę w klasie klasycznych samochodów osobowych, prezentując po flagowym ET7 mniejsze, średniej wielkości ET5. Samochód w obszernym zakresie rozwinął projekt większego odpowiednika, wyróżniając się smukłą sylwetką ze szpiczastym przodem zdobionym dwurzędowymi reflektorami, a także ostro zadartym tyłem z wyraźnie zarysowanym spojlerem i jednoczęściowym, wąskim pasem świetlnym. Pomimo dwubryłowej sylwetki typu fastback, samochód jest 4-drzwiowym sedanem. Zespół projektantów NIO ET5 w obszernym zakresie naniósł także cechy stylistyczne dla wcześniejszych modeli firmy w ramach języka projektowego "Design for Autonomous Driving".
Projektując kabinę pasażerską adaptującą cechy stylistyczne również znane już z innych modeli NIO, jako główny punkt odniesienia przyjęto trendy stylistyczne branży meblarskiej, modowej i obuwniczej. Minimalistyczny kokpit tworzy niewielki, prostokątny wyświetlacz cyfrowych zegarów, a także duży pionowy ekran dotykowy systemu multimedialnego o przekątnej 10,5 cala. Dla zwiększenia komfortu podróży, NIO ET5 wyposażono w system nagłośnieniowy Dolby Atmos 7.1.4, a także system rozbudowanego oświetlenia nastrojowego składającego się z 256 kolorów widocznego m.in. w desce rozdzielczej i boczkach drzwi.
Półtora roku po premierze ET5 gamę nadwoziową uzupełnił drugi wariant po podstawowym, 4-drzwiowym sedanie. W połowie czerwca 2023 zaprezentowane zostało pierwsze w historii chińskiej firmy 5-drzwiowe kombi o nazwie NIO ET5 Touring.

### Sprzedaż
Od momentu premiery z końcem 2021 roku do rozpoczęcia produkcji NIO ET5 w chińskich zakładach firmy minęło ponad 9 miesięcy. Dostawy pierwszych egzemplarzy do chińskich nabywców ruszyły w październiku 2022. Zbiegło się to z rozpoczęciem operacji przez NIO w Europie Zachodniej, zapowiadając wzbogacenie oferty firmy o ET5 także w tym regionie w 2023 roku w takich krajach jak m.in. Niemcy.

### Dane techniczne
NIO ET5 napędzane jest dwoma silnikami elektrycznymi, które rozwijają moc całkowitą 489 KM i maksymalny moment obrotowy 700 Nm. Parametry te pozwalają rozpędzić się do 100 km/h w 4,3 sekundy. Podstawowy pakiet akumulatorów ma pojemność 75 kWh i według chińskiego cyklu pomiarowego umożliwia przejechanie na jednym ładowaniu ok. 445 kilometrów, a w przypadku topowej odmiany z większym pakietem 100 kWh - do ok. 580 kilometrów. Aerodynamicznie ukształtowane nadwozie charakteryzuje się współczynnikiem oporu powietrza Cx=0,24.